# Грб Бјеловарско-билогорске жупаније
Грб Бјеловарско-билогорске жупаније је званични грб хрватске територијалне јединице, Бјеловарско-билогорска жупанија. 
Грб је у садашњем облику усвојен је 12. децембра 1995. године.

## Опис грба
Грб Бјеловарско-билогорске жупаније у садашњем облику усвојен је 12. децембра 1995, а ради се о историјском грбу Бјеловарске жупаније. Састоји се од правилног штита који је хоризонтално подељен на два дела. Горњи део штита је подељен на два иста поља. У првом пољу се на плавој подлози налази лик Светог Ђорђа на коњу који убија змаја. Лик Светог Ђорђа на коњу је беле боје са црвеним плаштом док је змај зелене боје. У другом пољу се на црвеној подлози налази бели Андријин крст. На доњој половини штита смештен је историјски хрватски грб. Изворник грба Жупаније чува се у Хрватском државном архиву, а огледни примерак на основу којег се обликују грбови за употребу чува се у Жупанији.
Овакав грб додељен је 1872. године Бјеловарској жупанији, за време обављања дужности њеног другог жупана Људевита Рејшнера, када жупанија добија свој први грб. Идејно решење и цртеж грба, као и његов ослик на застави, израдио је сликар Јосип Хохњец. Жупни грб заштитнички наткриљује Iustitia clementia која завезаних очију у десници држи мач, а у левој руци држи свитак, вероватно исправу са „превишњу решењем“ Фрање Јосипа I о утемељењу жупаније.